# Lexington (Alabama)
Lexington é uma cidade  localizada no estado americano do Alabama, no Condado de Lauderdale.

## Demografia
Segundo o censo americano de 2000, a sua população era de 840 habitantes.
Em 2006, foi estimada uma população de 833, um decréscimo de 7 (-0.8%).

## Geografia
De acordo com o United States Census Bureau, a localidade tem uma área de 8,3 km², sem área coberta por água. Lexington localiza-se a aproximadamente 234 m acima do nível do mar.

## Localidades na vizinhança
O diagrama seguinte representa as localidades num raio de 24 km ao redor de Lexington.